# Andy LaRocque
Andy LaRocque, nome artístico de Anders Allhage, (29 de novembro de 1962, Gotemburgo) é um guitarrista sueco, conhecido por seu trabalho na banda de King Diamond. Nesta banda ele também é letrista e toca teclado ocasionalmente.

## Discografia

### Com E.F. Band
- One Night Stand (1985)

### Com King Diamond
- Fatal Portrait  (1986)
- Abigail  (1987)
- "Them"  (1988)
- The Dark Sides  (EP, 1988)
- Conspiracy  (1989)
- The Eye  (1990)
- In Concert 1987: Abigail  (ao vivo, 1991)
- A Dangerous Meeting   (compilação, 1992)
- The Spider's Lullabye  (1995)
- The Graveyard  (1996)
- Voodoo  (1998)
- House of God  (2000)
- Abigail II: The Revenge  (2002)
- The Puppet Master  (2003)
- Deadly Lullabyes: Live  (2004)
- Give Me Your Soul...Please  (2007)

### Com Death
- Individual Thought Patterns (1993)

### Com IllWill
- Evilution (1999)

### Com X-World/5
- New Universal Order (2008)

### Como convidado
- At the Gates – Slaughter of the Soul (1995), solo de guitarra em "Cold"
- Roadrunner United - (2005),  solo de guitarra (trade off) em  "Constitution Down"
- Evergrey – The Dark Discovery (1998)
- Einherjer – Norwegian Native Art (2000),  solo de guitarra em  "Doomfaring"
- Falconer – Chapters from a Vale Forlorn (2002),  solo de guitarra em "Busted To The Floor"
- Falconer – The Sceptre of Deception (2003),  solo de guitarra em  "Hear Me Pray"
- Falconer – Grime vs. Grandeur (2005), vocal na faixa bônus "Wake Up"
- Yyrkoon – Unhealthy Opera (2006),  solo de guitarra em "Horror from the Sea"
- Melechesh – Sphynx (2004),  solo de guitarra em  "Purifier of the Stars"
- Witchery - Witchkrieg (2010),  solo de guitarra em  "From Dead to Worse"
- Darzamat - Solfernus' Path (2010),  solo de guitarra em  "King of the Burning Anthems"
- Critical Solution - Evidence Of Things Unseen,  solo de guitarra em Seek And Destroy
- Snowy Shaw - Snowy Shaw is Alive! (2011)
- Sylencer - A Lethal Dose of Truth (2012) (solo de guitarra em "Afflicted")[4]

### Como produtor
Andy LaRocque é dono da Sonic Train Studios de Varberg, Suécia. Algumas das bandas e projetos que gravaram com a Sonic Train Studios são:
- Critical Solution - Evidence Of Things Unseen (2011)
- Ascension – Far Beyond The Stars (2011)
- Albatross - Dinner Is You (2010)
- Ancient – "Proxima Centauri" (2001)
- Swordmaster – Postmortem Tales (1997)
- Taetre - The Art
- Einherjer – Odin Owns Ye All (1998)
- Midvinter – At the Sight of the Apocalypse Dragon (1998)
- Skymning – Stormchoirs (1998)
- Sacramentum – Thy Black Destiny (1999)
- Sacramentum – The Coming of Chaos (1997)
- Taetre – Out Of Emotional Disorder (1999)
- The Awesome Machine – It's Ugly or Nothing (2000) – também tocou slide guitar
- Astroqueen – Into Submission (2001)
- Evergrey – In Search of Truth (2001)
- Falconer  – Falconer (2001)
- Falconer  – The Sceptre of Deception (2003) – também tocou guitarra
- Ironware – Break Out (2003)
- Runemagick – Darkness Death Doom (2003) – produziu somente a bateria
- Eidolon – Apostles of Defiance (2004) –  também tocou guitarra
- Evergrey – The Dark Discovery (2004) –  também tocou guitarra
- Evergrey – Solitude, Dominance, Tragedy (2004)
- Melechesh – Sphynx (2004) – também tocou guitarra
- Morifade – Domination (2004)
- Soul Reaper – Liferazer (2004)
- Dragonland – The Battle of the Ivory Plains (2005)
- Einherjer – Norwegian Native Art (2005) – também tocou guitarra
- Falconer – Grime vs. Grandeur (2005)
- Sandalinas – Living on the Edge (2005)
- Runemagick – Envenom (2005)
- Taetre
- Lord Belial
- [Darzamat] – Transkarpatia (2005)
- Hyeronymus Bosch - Equivoke (2007)
- XXX - Heaven, Hell or Hollywood? (2008)
- Siebenburgen - Revelation VI (2008)
- Tears of Glory - The Innocent Sin Of Existence (2008)
- Total Death - Somatic (2009)
- Tyrantz Empire - Merauderz of The Monolith - The Omega Chapter (2009)

#### Compilações
- Metalmeister, Vol. 2 (1997)
- Deathmeister, Vol. 1 (1998)
- Metalmeister, Vol. 3 (1998)
- Metal Blade Records 20th Anniversary (2002)
- Louder Than the Dragon: The Essential of Limb Music (2004)